# Воронцов-Вельяминов, Евграф Николаевич
Воронцов-Вельяминов, Евграф Николаевич (26 апреля 1796, Крапивенский уезд, Тульское наместничество — не ранее 1846) — русский педагог, историк, публицист, дворянин, Ефремовский помещик (село Сретенское).

## Биография
Он родился в 1796 году в Крапивенском уезде Тульского наместничества. В 1818 году окончил Московский университет. До 1820 года состоял на службе в Департаменте народного просвещения. С 1820 года — директор и попечитель Тульской гимназии, а в 1823—1835 годах был директором различных училищ Тульской губернии. Отличался «либеральным направлением» в развитии народного образования. Сумел сохранить две ланкастерские школы после повсеместного их запрещения в 1826 году — единственные по Московскому учебному округу, куда входила и Тульская губерния. Дата и место его смерти неизвестны.
Владелец 61 души крестьян в селе Сретенском Ефремовского уезда Тульской губернии. Тут он устроил конезавод.
Е. Н. Воронцов-Вельяминов входил в список почетных и действительных членов-соревнователей Лебедянского скакового общества. В 1845—1846 годах в городе Лебедяни Тамбовской губернии в скачках участвовали его темно-гнедая кобыла Ракета и рыжий жеребец Червончик, выигравший на разных дистанциях три Императорских приза. Был известен как масон и литератор. Являлся членом Общества истории и древностей российских при Московском университете. Две страсти жили в душе графа Евграфа Николаевича: лошади и Древний Египет.

## Семья
Первая жена Анохина, Мария Сергеевна, вторая — Штаден, Екатерина Евстафьевна.
Дети от разных браков:
- Пётр,
- Павел,
- Иван, ок. 1830—1904, председатель Моршанской земской управы,
- Андрей ум. 1910, действительный статский советник,
- Любовь,
- Екатерина.

## Труды
Имел множество рукописных трудов. Автор статей о египетских мумиях «Бенгальский тигр» и «Досуги пустынника», опубликованных в журнале «Вестник Европы». В 1830-е годы покровительствовал тульскому семинаристу И. П. Сахарову (1807—1863) — будущему известному фольклористу, археологу, историку тульского края.